# September All Over
September All Over è il terzo singolo della cantante pop svedese September, pubblicato il 18 febbraio 2004 dall'etichetta discografica Stockholm.
La canzone è stata inserita nell'album di debutto della cantante, September, pubblicato contemporaneamente al singolo. Ha riscosso un discreto successo in Svezia, dove è stato pubblicato, e ha raggiunto l'ottava posizione in classifica.

## Tracce
CD-Single (Stockholm 981 662-4 [se])
1. September All Over - 3:47
2. September All Over (Extended Version) - 6:10
3. September All Over (The Jackal Vocal Clubmix (Short Edit)) - 3:53
4. September All Over (The Jackal Vocal Clubmix (Long Edit)) - 6:56

## Classifiche
| Classifica (2004) | Posizione raggiunta |
| ----------------- | ------------------- |
| Svezia            | 8                   |